# تاز المشاكس
تاز المشاكس (بالإنجليزية: Taz-Mania)‏ مسلسل رسوم متحركة أمريكي من إنتاج شركة وارنر براذرز أنيميشن . تم عرض المسلسل لأول على قناة فوكس للأطفال في 7 سبتمبر 1991 واستمر عرضه حتى 22 مايو 1995. دبلج مركز الزهرة المسلسل للعربية وعُرِضَ المسلسل على قناة سبيس تون .

## روابط خارجية
- تاز المشاكس على موقع IMDb (الإنجليزية)
- تاز المشاكس على موقع روتن توميتوز (الإنجليزية)
- تاز المشاكس على موقع كينوبويسك (الروسية)
- تاز المشاكس على موقع قاعدة بيانات الفيلم (الإنجليزية)
- Opening theme at RetroJunk[وصلة مكسورة]
- Show clips[وصلة مكسورة]